# Copa do Mundo FIG
Copa do Mundo FIG refere-se a uma série de eventos organizados pela Federação Internacional de Ginástica (FIG) em sete modalidades competitivas de ginástica: 1) ginástica acrobática, 2) ginástica aeróbica, 3) ginástica artística masculina, 4) ginástica artística feminina, 5) ginástica rítmica feminina, 6) trampolim e tumbling e 7) parkour.

## Etapas da Copa do Mundo

### Ginástica artística
Desde 1997, a Copa do Mundo de Ginástica Artística é disputada em uma série de etapas em diferentes cidades do mundo. De 2003 a 2010, os eventos da série Copa do Mundo de Ginástica Artística foram divididos em Categoria A e Categoria B; Os eventos da categoria A eram reservados apenas para atletas convidados, enquanto os eventos da categoria B eram abertos a todos os atletas. Em 2011, as competições de aparelhos individuais foram renomeadas para World Challenge Cups, enquanto as competições de individual geral mantiveram o nome de Copa do Mundo (Copa do Mundo). Atualmente, a série da Copa do Mundo é dividida em três grupos: 1) All-Around Copa do Mundo, 2) World Challenge Cup e 3) Copa do Mundo, onde as ginastas competem em aparelhos individuais. Todas as competições da World Challenge Cup permanecem abertas a todos os ginastas, enquanto as competições da All-Around Copa do Mundo são apenas por convite, de acordo com os resultados dos Campeonatos Mundiais ou Jogos Olímpicos anteriores.

### Ginástica Rítmica
Desde 1999, a Copa do Mundo de Ginástica Rítmica é disputada como uma série de eventos realizados em diferentes países. De 2003 a 2016, os eventos da série da Copa do Mundo de Ginástica Rítmica foram divididos em Categoria A e Categoria B; Os eventos da categoria A foram reservados para atletas convidados, enquanto os eventos da categoria B foram abertos a todos os atletas. Desde 2017, a série da Copa do Mundo é dividida em: 1) a Copa do Mundo; e 2) a World Challenge Cup. Todos os eventos da Copa do Mundo e da World Challenge Cup são abertos a todos os atletas, e todos os eventos apresentam competições gerais e por aparelhos.
A Copa do Mundo de Ginástica Rítmica não deve ser confundida com a série Grand Prix de Ginástica Rítmica, que não é oficialmente organizada nem promovida pela FIG.

### Outras disciplinas
A partir de 2018, uma série de eventos da Copa do Mundo são realizados anualmente em ginástica acrobática, ginástica aeróbica, trampolim e tumbling, bem como parkour. Todos os eventos são organizados e sancionados pela FIG.

## Final da Copa do Mundo
As Finais da Copa do Mundo foram realizadas como o evento final do circuito da Copa do Mundo para cada uma das modalidades da ginástica até 2008. A Federação Internacional de Ginástica reconhece oficialmente apenas uma série de eventos como eventos finais da Copa do Mundo, conforme mostrado abaixo.
| Ano  | Acrobática                | Acrobática | Aeróbica              | Aeróbica | Artística                   | Artística | Rítmica                   | Rítmica | Trampolim              | Trampolim |
| Ano  | Evento                    | Sede       | Evento                | Sede     | Evento                      | Sede      | Evento                    | Sede    | Evento                 | Sede      |
| ---- | ------------------------- | ---------- | --------------------- | -------- | --------------------------- | --------- | ------------------------- | ------- | ---------------------- | --------- |
| 1975 | 1ª Copa do Mundo IFSA     | SUI        |                       |          | 1ª Final da Copa do Mundo   | GBR       |                           |         |                        |           |
| 1977 | 2ª Copa do Mundo IFSA     | POL        |                       |          | 2ª Final da Copa do Mundo   | ESP       |                           |         |                        |           |
| 1978 |                           |            |                       |          | 3ª Final da Copa do Mundo   | BRA       |                           |         |                        |           |
| 1979 |                           |            |                       |          | 4ª Final da Copa do Mundo   | JPN       |                           |         |                        |           |
| 1980 |                           |            |                       |          | 5ª Final da Copa do Mundo   | CAN       |                           |         |                        |           |
| 1981 | 3ª Copa do Mundo IFSA     | SUI        |                       |          |                             |           |                           |         |                        |           |
| 1982 |                           |            |                       |          | 6ª Final da Copa do Mundo   | YUG       |                           |         |                        |           |
| 1983 | 4ª Copa do Mundo IFSA     | USA        |                       |          |                             |           | 1ª Final da Copa do Mundo | YUG     |                        |           |
| 1985 | 5ª Copa do Mundo IFSA     | CHN        |                       |          |                             |           |                           |         |                        |           |
| 1986 |                           |            |                       |          | 7ª Final da Copa do Mundo   | CHN       | 2ª Final da Copa do Mundo | JPN     |                        |           |
| 1987 | 6ª Copa do Mundo IFSA     | USA        |                       |          |                             |           |                           |         |                        |           |
| 1989 | 7ª Copa do Mundo IFSA     | URS        |                       |          |                             |           |                           |         |                        |           |
| 1990 |                           |            |                       |          | 8ª Final da Copa do Mundo   | BEL       | 3ª Final da Copa do Mundo | BEL     |                        |           |
| 1991 | 8ª Copa do Mundo IFSA     | JPN        |                       |          |                             |           |                           |         |                        |           |
| 1993 | 9ª Copa do Mundo IFSA     | BUL        |                       |          |                             |           |                           |         | 1ª Copa do Mundo (FIT) | GER       |
| 1995 |                           |            |                       |          |                             |           |                           |         | 2ª Copa do Mundo (FIT) | DEN       |
| 1997 |                           |            |                       |          |                             |           |                           |         | 3ª Copa do Mundo (FIT) | GER       |
| 1998 |                           |            |                       |          | 9ª Final da Copa do Mundo   | JPN       |                           |         |                        |           |
| 1999 |                           |            |                       |          |                             |           |                           |         | 4ª Copa do Mundo (FIG) | POR       |
| 2000 |                           |            |                       |          | 10ª Final da Copa do Mundo  | GBR       | 4ª Final da Copa do Mundo | GBR     | 5ª Copa do Mundo (FIG) | GER       |
| 2001 |                           |            | 1ª World Series Final | ITA      |                             |           |                           |         |                        |           |
| 2002 |                           |            |                       |          | 11th Final da Copa do Mundo | GER       | 5ª Final da Copa do Mundo | GER     | 6ª Copa do Mundo (FIG) | GER       |
| 2003 | 1ª Final da Copa do Mundo | RUS        | 2ª World Series Final | RUS      |                             |           |                           |         |                        |           |
| 2004 |                           |            |                       |          | 12ª Final da Copa do Mundo  | GBR       | 6ª Final da Copa do Mundo | RUS     | 7ª Copa do Mundo (FIG) | ALG       |
| 2006 |                           |            |                       |          | 13ª Final da Copa do Mundo  | BRA       | 7ª Final da Copa do Mundo | JPN     | 8ª Copa do Mundo (FIG) | GBR       |
| 2007 | 2ª Final da Copa do Mundo | BEL        | 3ª World Series Final | FRA      |                             |           |                           |         |                        |           |
| 2008 |                           |            |                       |          | 14ª Final da Copa do Mundo  | ESP       | 8ª Final da Copa do Mundo | ESP     | 9ª Copa do Mundo (FIG) | RUS       |